# Johann Michael Fischer

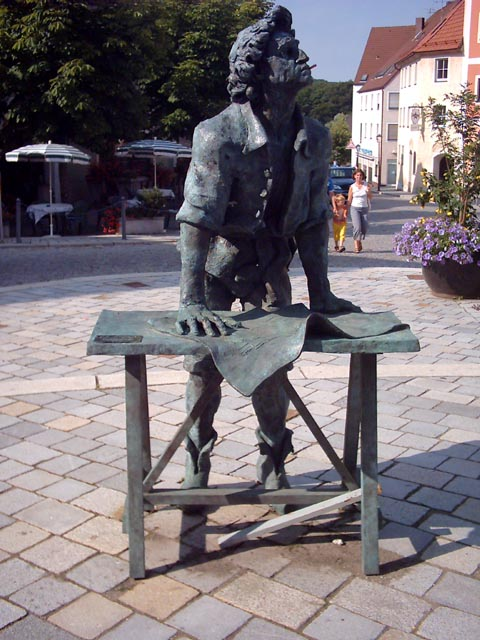
Standbeeld in Burglengenfeld

Johann Michael Fischer (Burglengenfeld, 18 februari 1692 – 6 mei 1766)  was een 18e-eeuws Duits barokarchitect. Hij is gekend vanwege verschillende kerken en abdijen in rococostijl die hij in Beieren bouwde.

## Bekende bouwwerken
- Sint-Joriskerk (München)
- Kloosterkerk Sint-Anna in het Lehel
- Klooster Marienmünster (Dießen) in Dießen am Ammersee

- Bibliothèque nationale de France: cb15069134v (data)
- Gemeinsame Normdatei: 118533355
- International Standard Name Identifier: 0000 0000 6677 6742
- Library of Congress Control Number: n82106726
- Nationale Bibliotheek van Tsjechië: jn20030320007
- Nederlandse Thesaurus van Auteursnamen: 119760665
- Istituto Centrale per il Catalogo Unico: MILV280190
- Système universitaire de documentation: 070509263
- Union List of Artist Names: 500023197
- Virtual International Authority File: 54939787
- WorldCat: E39PBJdmmmHQj7kWtktQB4KTpP